# Sant’Agata di Esaro
Sant’Agata di Esaro ist eine italienische Stadt in der Provinz Cosenza in Kalabrien mit 1672 Einwohnern (Stand 31. Dezember 2023).

## Lage und Daten
Sant’Agata di Esaro liegt etwa 51 km nördlich von Cosenza am Oberlauf des Flusses Esaro auf einem Hügel. Die Nachbargemeinden sind Belvedere Marittimo, Bonifati, Buonvicino, Cetraro, Malvito, Mottafollone und Sangineto.
Die Spezialitäten aus dem Ort sind Kastanien, Pilze, Maulbeeren, Schinken und Weine.

## Sehenswürdigkeiten
In der Umgebung des Ortes gibt es schwefel- und eisenhaltige Quellen.